# Irmina Mrózek Gliszczynska
Irmina Mrózek Gliszczynska (ur. 9 lutego 1992 w Chojnicach) – polska żeglarka startująca w klasie 470, mistrzyni świata (2017), mistrzyni i reprezentantka Polski.

## Kariera sportowa
Jest zawodniczką Chojnickiego Klubu Żeglarskiego. Jej największym sukcesem w karierze jest mistrzostwo świata w 2017 (razem z Agnieszką Skrzypulec). Wystąpiła na igrzyskach olimpijskich w 2016 (10. miejsce - z Agnieszką Skrzypulec). Reprezentowała także Polskę na mistrzostwach świata w 2012 (28 m. razem z Ewą Szczęsną), 2015 (6 m.) i 2016 (5 m.) oraz na mistrzostwach Europy w 2015 (8 m.) i 2016 (4 m.); w 2015, 2016 i 2017 została mistrzynią Polski - we wszystkich tych startach była załogantką Agnieszki Skrzypulec. W 2019 została wicemistrzynią Polski w klasie Nacra 17.
Jest laureatką Wielkiej Honorowej Nagrody Sportowej za 2017 rok.